# جيرالد ماكليلان
جيرالد ماكليلان (بالإنجليزية: Gerald McClellan)‏ مواليد 23 أكتوبر 1967 في إلينوي، الولايات المتحدة، هو ملاكم أمريكي يصنف ضمن فئة وزن فوق المتوسط.

## إحصائيات
خاض خلال مسيرته 34 نزالا، فاز في 31 وخسر في 3. فاز بالضربة القاضية في 29 نزالا.

## روابط خارجية
- جيرالد ماكليلان على موقع بوكس ريك (الإنجليزية) (registration required)